# ヘリオトロピン
ヘリオトロピン（英: heliotropine）は、化学式C8H6O3で表される有機化合物の一種。ピペロナール（英: piperonal）とも呼ばれる。天然にはバニラ豆やセイヨウナツユキソウの花、ニセアカシアの精油に存在する。

## 用途
ライラックやスイートピー、カーネーションなどフローラル系調合香料の保留剤として広く用いられるほか、フレーバーとしてもバニリンとの併用により、最終製品に対し5.8~36ppmほど使用される。向精神薬のレボドパの原料ともなる。工業的にはサフロールからイソサフロールを経て、オゾンと亜硫酸水素ナトリウムを加え還元分解による製造が主であるが、安価なカテコールからの合成も研究されている。化粧品や香水、特にチェリーの香りのフレグランスの製造に使用されます。

## 安全性
半数致死量（LD50）は、ラットへの経口投与で2.7g/kg。眼に対し強い刺激性がある。特定麻薬向精神薬原料に指定されており、一定量を越える輸出入等には麻薬及び向精神薬取締法に基づく届出が義務付けられている。